# 霍利維爾 (特拉華州)
霍利維爾（英語：Hollyville）是位於美國特拉華州蘇塞克斯縣的一個非建制地區。該地的面積和人口皆未知。

## 地理
霍利維爾的座標為38°40′18″N 75°14′32″W / 38.67167°N 75.24222°W，而該地的平均海拔高度為10米（即33英尺）。